# Kraenzlinella
Kraenzlinella là một chi thực vật có hoa trong họ Lan.